# Jonathan Cantwell
Jonathan Cantwell (født 8. januar 1982, død 6. november 2018) var en australsk professionel cykelrytter. I januar 2012 skiftede han til det danske cykelhold Team Saxo Bank, efter tre år som rytter på hold i hjemlandet.
Cantwell hentede tidligt mange sejre på især den australske, asiatiske og nordamerikanske scene. Cantwell var sprinter, og det var hovedsageligt i massespurterne han hentede sine sejre. I 2012 vandt han bl.a. 2 etapesejre i Tour de Taiwan.
I 2012 debuterede han i Tour de France for Team Saxo Bank-Tinkoff Bank. Her skulle han hjælpe holdets argentinske sprinter, Juan José Haedo, i massespurterne. På 4. etape blev Haedo imiderlertid forhindret i af deltage i spurten pga. et styrt, så Cantwell kunne køre sin egen chance. Det blev til en 6. plads.